# Si-šuang-pan-na
Si-šuang-pan-na (čínsky pchin-jinem Xīshuāngbǎnnà, znaky zjednodušené 西双版纳), plným názvem Tajský autonomní kraj Si-šuang-pan-na (čínsky v českém přepisu Si-šuang-pan-na taj-cu c’-č’-čou, pchin-jinem Xīshuāngbǎnnà Dǎizú Zìzhìzhōu, znaky zjednodušené 西双版纳傣族自治州), je autonomní kraj v provincii Jün-nan v jihozápadní Číně. Má rozlohu 19 tisíc km² a roku 2020 v něm žilo 1,3 milionu obyvatel.

## Geografie

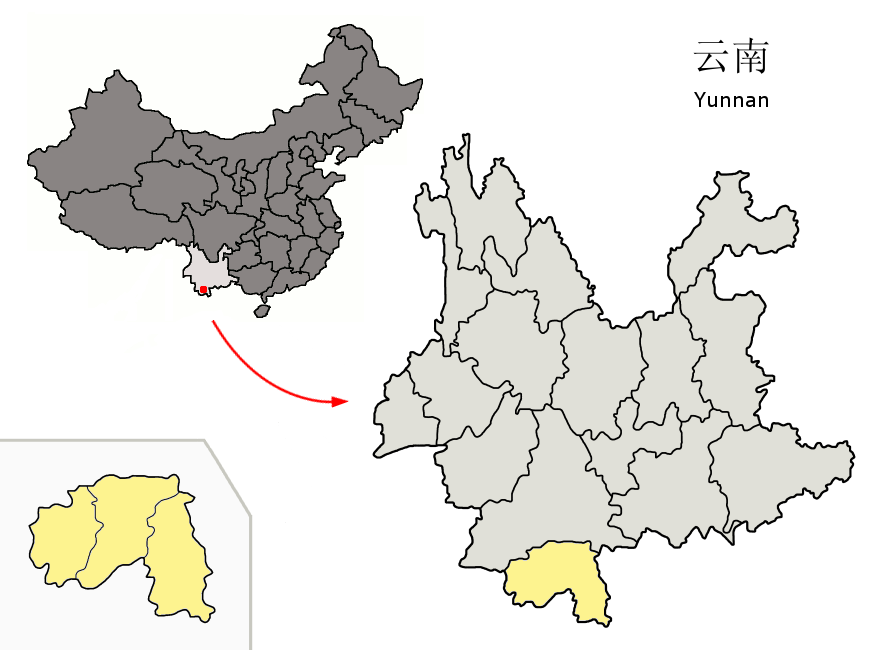
Si-šuang-pan-na (žlutě) v provincii Jün-nan

Tajský autonomní kraj Si-šuang-pan-na se nachází v jižní části provincie Jün-nan v jihozápadní Číně. Na severu hraničí s městskou prefekturou Pchu-er, na východě a jihopvýchodě s Laosem, na jihozápadě s Myanmarem.

## Demografie
Podle sčítání lidu roku 2020 žilo v kraji 1 301 407 obyvatel na rozloze 19 066 km². O deset let dříve bylo napočteno 1 133 515 obyvatel, roku 2000 993 397 obyvatel. Roku 2000 bylo 29,9 % Tajů, z dalších národností zde žili především Chanové (29,1 %), Chaniové (18,7 %), Iové (5,6 %) a Lachuové (5,6 %); zbytek (11,1 % obyvatelstva) tvořili příslušníci jiných národností.

## Administrativní členění
Autonomní kraj Si-šuang-pan-na se člení na tři celky okresní úrovně, a sice jeden městský okres a dva okresy.
| městský okres · Ťing-chung okres · Meng-chaj okres · Meng-la |        |                       |                    |                                  |
| Název                                                        | Název  | Počet obyvatel (2020) | Rozloha km² (2020) | Hustota zalidnění (obyv. na km²) |
| český přepis                                                 | znaky  | Počet obyvatel (2020) | Rozloha km² (2020) | Hustota zalidnění (obyv. na km²) |
| Městský okres                                                |        |                       |                    |                                  |
| Ťing-chung                                                   | 景洪市 | 642 737               | 6 865              | 94                               |
| Okresy                                                       |        |                       |                    |                                  |
| Meng-chaj                                                    | 勐海县 | 353 720               | 5 370              | 66                               |
| Meng-la                                                      | 勐腊县 | 304 950               | 6 830              | 45                               |
|                                                              |        |                       |                    |                                  |
| Celkem                                                       | Celkem | 1 301 407             | 19 066             | 68                               |